# Bildstock (Wickendorf, Austraße)

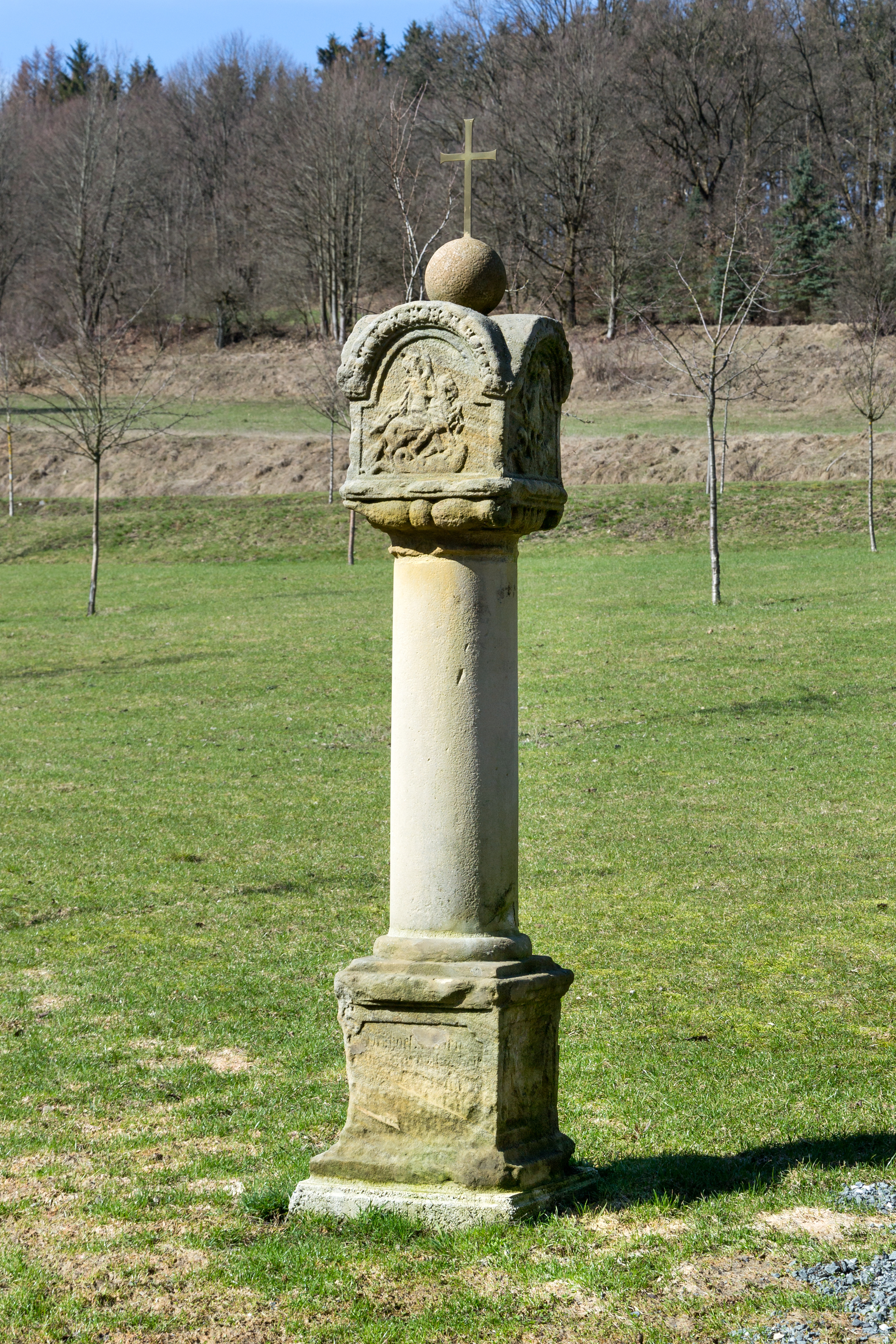
Bildstock in der Austraße

Der Bildstock in der Austraße in Wickendorf, einem Gemeindeteil der oberfränkischen Stadt Teuschnitz, ist ein Kleindenkmal, das ursprünglich wohl im 18. Jahrhundert entstanden ist.

## Beschreibung
Das Flurdenkmal wurde aus gelbem Sandstein gefertigt, der möglicherweise aus der Umgebung von Marktrodach stammt. Es steht auf einem beschädigten quadratischen Sockel, der an drei Seiten von Girlanden geschmückt wird; die vierte Seite trägt eine Kartusche mit einer stark verwitterten und praktisch nicht mehr lesbaren Inschrift. Über dem Sockel erhebt sich ein runder Säulenschaft, auf dem ein vierseitiger Aufsatz mit Bogengiebeln ruht. Die Basis des Aufsatzes und die Rundbögen tragen Verzierungen. Reliefs an den vier Seiten zeigen Darstellungen der Krönung Mariens, der schmerzhaften Muttergottes (Mater Dolorosa), des heiligen Erzengels Michael und des Heiligen Georg. Als Bekrönung trägt der Bildstock eine Steinkugel mit einem Kreuz aus Messing.

## Geschichte
Der Anlass für die vermutlich um das Jahr 1750 erfolgte Errichtung des Bildstocks ist nicht überliefert und auch der genaue ursprüngliche Standort ist nicht bekannt. Sockel und Aufsatz der im Laufe der Zeit eingestürzten Marter lagen etwa 100 Meter vom heutigen Standort entfernt am ehemaligen Fuhrweg nach Marienroth, bevor der Bildstock in den 1980er Jahren mit dem fehlenden Säulenschaft ergänzt und neu aufgestellt wurde. Mitte der 2010er Jahre war das Flurdenkmal wiederum vom Einsturz bedroht. Nach einer Restaurierung, bei der auch die abgegangene Bekrönung durch eine Steinkugel mit Kreuz  ergänzt wurde, erfolgte im August 2016 die Neuerrichtung am heutigen Standort an der Nordseite der Austraße.